# Sowjanya Bavisetti
Sowjanya Bavisetti (Hindi: सौजन्य बाविशेट्टी; * 11. Dezember 1993) ist eine indische Tennisspielerin.

## Karriere
Bavisetti, die erst mit 12 Jahren das Tennisspielen begann, spielt überwiegend Turniere auf der ITF Women’s World Tennis Tour, wo sie bislang drei Einzel- und neun Doppeltitel gewonnen hat.
Seit 2021 spielt Bavisetti für die indische Fed-Cup-Mannschaft; sie konnte eines ihrer bisher sieben Partien, allesamt Doppel, gewinnen.

## Turniersiege

### Einzel
| Nr. | Datum            | Turnier             | Kategorie   | Belag     | Finalgegnerin            | Ergebnis      |
| --- | ---------------- | ------------------- | ----------- | --------- | ------------------------ | ------------- |
| 1.  | 11. August 2013  | Scharm asch-Schaich | ITF $10.000 | Hartplatz | Anastassija Chartschenko | 6:1, 7:61     |
| 2.  | 12. Januar 2014  | Aurangabad          | ITF $10.000 | Sand      | Prarthana Thombare       | 5:7, 6:4, 6:4 |
| 3.  | 30. Oktober 2016 | Pune                | ITF $10.000 | Hartplatz | Mihika Yadav             | 7:5, 6:2      |

### Doppel
| Nr. | Datum              | Turnier             | Kategorie   | Belag     | Partnerin       | Finalgegnerinnen                  | Ergebnis          |
| --- | ------------------ | ------------------- | ----------- | --------- | --------------- | --------------------------------- | ----------------- |
| 1.  | 16. März 2013      | Hyderabad           | ITF $10.000 | Hartplatz | Sharmada Balu   | Michaela Frlicka Tereza Malíková  | 7:5, 5:7, [10:8]  |
| 2.  | 15. Juni 2013      | Scharm asch-Schaich | ITF $10.000 | Hartplatz | Anna Morgina    | Dalila Jakupović Kyra Shroff      | 6:1, 3:6, [10:6]  |
| 3.  | 20. Juli 2013      | Neu-Delhi           | ITF $10.000 | Hartplatz | Sharmada Balu   | Ankita Raina Shweta Chandra Rana  | 6:2, 6:4          |
| 4.  | 16. Mai 2015       | Nashik              | ITF $10.000 | Sand      | Rishika Sunkara | Riya Bhatia Karman Thandi         | 7:65, 6:2         |
| 5.  | 13. Juni 2015      | Anning              | ITF $10.000 | Sand      | Zhu Ai Wen      | Gai Ao Sheng Yuqi                 | 7:68, 0:6, [10:7] |
| 6.  | 22. August 2015    | Scharm asch-Schaich | ITF $10.000 | Hartplatz | Rishika Sunkara | Eva Siska Shelby Talcott          | 6:1, 6:1          |
| 7.  | 12. September 2015 | Hyderabad           | ITF $10.000 | Sand      | Rishika Sunkara | Prerna Bhambri Prarthana Thombare | 6:3, 6:4          |
| 8.  | 22. September 2018 | Anning              | ITF $15.000 | Sand      | Wang Danni      | Cho I-hsuan Cho Yi-tsen           | 6:2, 6:7, [11:9]  |
| 9.  | 4. Dezember 2021   | Bengaluru           | ITF W15     | Hartplatz | Rutuja Bhosale  | Vaidehi Chaudhari Mihika Yadav    | 6:0, 6:3          |